# Jan Łaski (Erzbischof)

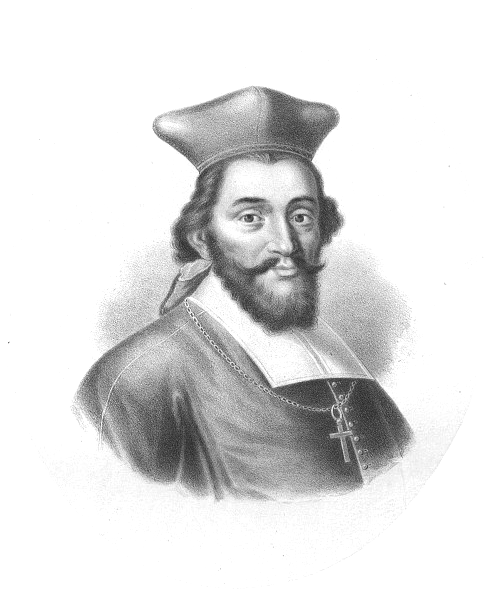
Jan Łaski, Primas von Polen (porträt von 1864)

Jan Łaski (auch Johannes a Lasco; * März 1456 in Łask; † 19. Mai 1531 in Kalisz) war ein polnischer Adliger, Politiker, der Erzbischof von Gniezno sowie Primas von Polen. Er gehörte zur Wappengemeinschaft Korab.

## Leben
Łaski scheint sich im großen Rahmen selbst Wissen und Bildung angeeignet zu haben. Einen großen Teil seiner Karriere hat er seiner bemerkenswerten geistigen Auffassungsgabe zu verdanken.

### Sekretär des Großkanzlers
Er besetzte frühzeitig staatliche Ämter und wurde 1495 Sekretär des polnischen Kanzlers Zawisza Kurozwęcki, womit er sowohl Erfahrungen als auch Einfluss sammeln konnte. Der ältere Kanzler betraute den scharfsinnigen, jungen Geistlichen mit der Durchführung zahlreicher wichtiger Missionen. Zweimal, im Jahr 1495 und wiederum 1500, wurde er nach Rom entsandt. Daneben reiste er als Teil einer Gesandtschaft auch nach Flandern, worüber er Aufzeichnungen hinterließ. Bei diesen Reisen hatte er die Gelegenheit, seine großen diplomatischen Fähigkeiten zu beweisen.

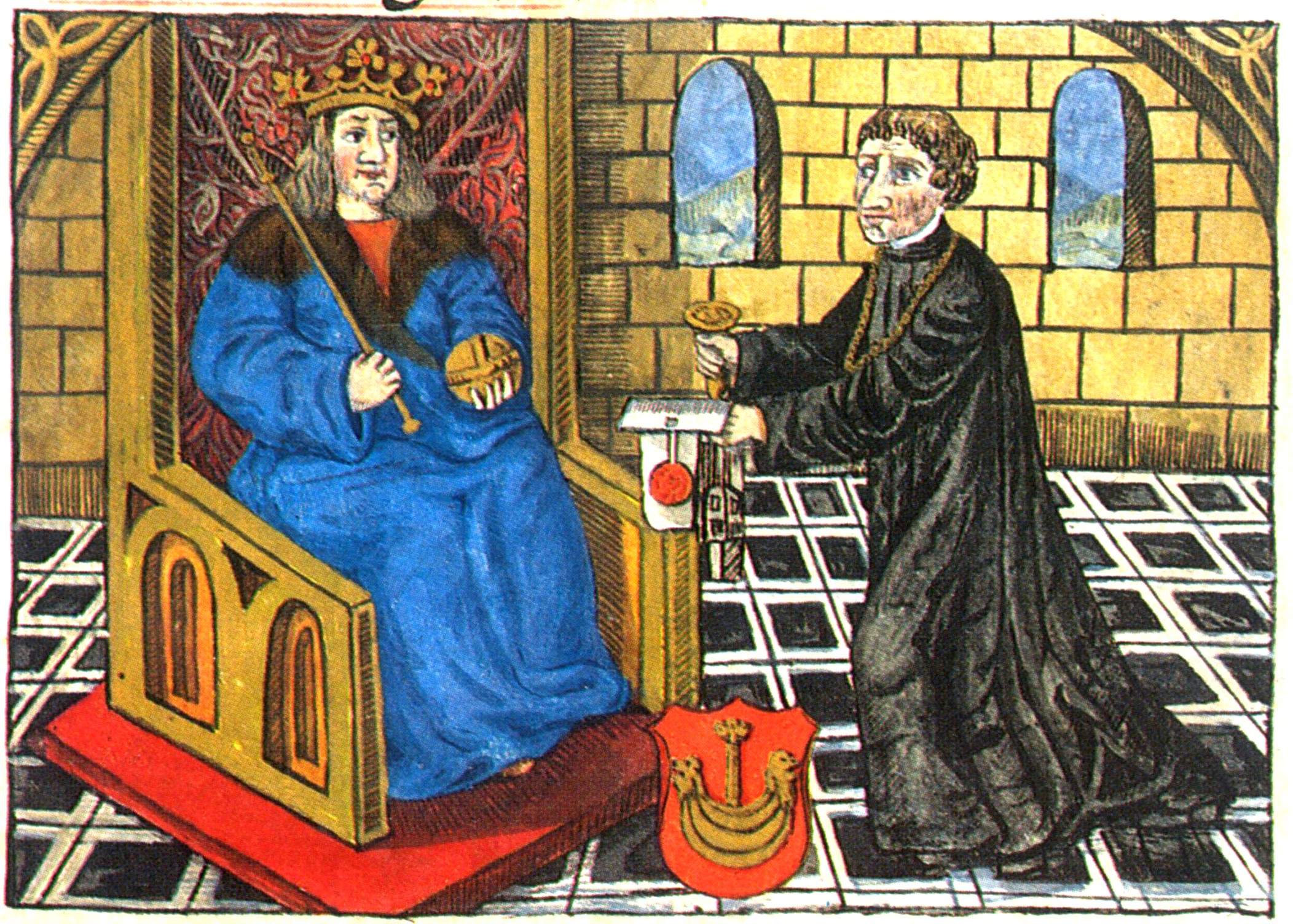
Großkanzler Jan Laski (kniend) überreicht König Alexander die Sejm-Beschlüsse

### Sekretär des Königs
Bei der Thronbesteigung König Alexanders, der wenig Kenntnis in polnischen Staatsangelegenheiten hatte und hauptsächlich in Litauen residierte, wurde Łaski zum königlichen Sekretär ernannt. Mit seinen neuen Kompetenzen gelang es ihm erfolgreich gegen die separatistischen Tendenzen des Großfürstentums zu wirken und die Vorherrschaft des Katholizismus zu bewahren, die vom Einfluss des Großfürstentums Moskau bedroht war.

### Großkanzler von Polen
König Alexander war derart angetan von Łaskis Fähigkeiten, dass er ihm nach dem Tod des Großkanzlers im Jahr 1503 das große Siegel anvertraute und den Vizekanzler Macics Dzewicki einfach überging. Als Großkanzler unterstützte er die Szlachta gegen niedrigere Stände und ging dabei so weit, alle Angehörigen des gemeinen Volks von höheren Kirchenämtern auszuschließen. Trotzdem bewährte er sich so sehr in seinen Ämtern, dass er für den nachfolgenden König Sigismund I. zu einem seiner wichtigsten Berater wurde.

### Primas von Polen
1511 erlangte Łaski, der kirchlich betrachtet immer noch lediglich Kanonikus von Krakau war, die Erzbischofswürde von Gniezno und wurde damit auch Primas von Polen. In den langen Verhandlungen mit dem widerspenstigen und teilweise rebellischem Deutschen Orden erbrachte er Sigismund I. wichtige politische Dienste. So schlug er eine Lösung des Konfliktes zwischen Deutschem Orden und Polen-Litauen vor, die vorsah, dass Sigismund I. zum Hochmeister des Ordens ernannt würde, während Łaski sein Primasamt aufgäbe und dem favorisierten Kandidaten des Ordens, Albrecht von Brandenburg, überließe. Dies wäre vermutlich eine Lösung gewesen, die sich weitaus vorteilhafter für Polen gestaltet hätte als das Abkommen von 1525.
1513 wurde Łaski zum von Papst Julius II. abgehaltenen Laterankonzil entsandt, um den Fall Polen gegen den Deutschen Orden vorzubringen, und verstand sich sowohl als Redner als auch als Diplomat brillant darzustellen. Diese Mission war für sein Land wie auch für ihn selbst gleichermaßen profitabel, da er vom Papst den Titel legatus natus erhielt.
Im Alter führte seine Eingenommenheit für seinen Neffen Hieronymus dazu, dass er die Kandidatur Johann Zápolyas, des türkischen Favoriten auf den ungarischen Thron, so vehement gegen die Habsburger unterstützte, dass Clemens VII. ihn exkommunizierte. Der Schock auf diese Entwürdigung war für ihn dermaßen groß, dass er daraufhin 1531 verstarb.
Łaski war der Onkel seines Namensvetters, des protestantischen Reformators Jan Łaski.

## Werke
- Commune incliti Poloniae regni privilegium (1506; in Polnisch)

### Sammlung synodischer Statuten
- Statuta provincialia (1512)
- Sanctiones ecclesiasticae tam expontificum decretis quam ex constitutionibus synodorum provinciae excerptae, in primis autem statuta in diversis provincialibus synodis a se sancita (1525)
- Statuta provinciae Gnesnensis (Krakau, 1527)
- De Ruthenorum nationibus eorumque erroribus (Nürnberg)